# Zwölfsilbler
Der Zwölfsilb(l)er ist in der Verslehre bei silbenzählendem Versprinzip ein Versmaß bzw. Vers mit zwölf Silben. Gelegentlich, vor allem im Kontext antiker Dichtung, wird auch die Bezeichnung Dodekasyllabus verwendet.
Von antiken Formen – zum Beispiel dem Asclepiadeus minor – zu unterscheiden ist der dodekasyllabische Vers der mittelgriechischen Dichtung.
Das bekannteste zwölfsilbige Versmaß ist der vor allem in der französischen Dichtung lange Zeit dominierende Alexandriner. Anders als die meist direkt nach ihrer Silbenzahl benannten Versmaße (z. B. vers de dix syllabes für „Zehnsilbler“) heißt der Alexandriner im Französischen durchgängig vers alexandrin und nicht vers de douze syllabes.
Weitere zwölfsilbige Versmaße sind in der spanischen Dichtung die regelmäßige Form des Verso de arte mayor und in der italienischen Dichtung der Dodecasillabo oder auch doppio senario, also „doppelter Sechssilbler“. Allen diesen Formen ist eine Zäsur in der Versmitte gemeinsam:
- Alexandriner: ×××××× ‖ ××××××́
- Verso de arte mayor und Dodecasillabo: ◡—◡◡—◡ ‖ ◡—◡◡—◡